# Хідекі Мацуї
Хідекі Мацуї (яп. 松井 秀喜, Matsui Hideki, born June 12, 1974), прозивали «Ґодзілла», — японський колишній професійний бейсбольний аутфілдер і призначений нападаючий, який грав у бейсбол у Японському професійному бейсболі (NPB) та Major League Baseball (MLB). Він бив лівою і кидав правою рукою.
Перші 10 сезонів своєї кар'єри Мацуї провів у Японії за команду NPB Yomiuri Giants. Упродовж цього періоду він був дев'ятиразовим учасником Матчу всіх зірок, тричі чемпіоном Японської серії та тричі найціннішим гравцем Центральної ліги (MVP). У 2003 році Мацуї перейшов до MLB у Північній Америці та провів там свої перші сім сезонів у «Нью-Йорк Янкіз». Будучи янкі, він був двічі учасником Матчу зірок і чемпіоном Світової серії 2009 року, за що був названий MVP Світової серії. Після того, як він став вільним агентом, Мацуї упродовж одного року виступав у трьох інших командах MLB: Los Angeles Angels of Anaheim, Oakland Athletics і Tampa Bay Rays. 28 липня 2013 року Мацуї підписав одноденний контракт у нижчій лізі з «Янкіз», щоб офіційно завершити кар'єру команди.
За свою 20-річну ігрову кар'єру Мацуї зробив 507 хоум-ранів — 332 у NPB і 175 у MLB. У 2018 році Мацуї був прийнятий до Зали слави японського бейсболу.

## Раннє життя
Хідекі Мацуї народився в Неаґарі, Ісікава, Японія (пізніше об'єдналося в Номі, Ісікава). Згідно з інтерв'ю на YES Network CenterStage, Мацуї в дитинстві грав правою. Однак, коли він почав грати зі своїм старшим братом і його друзями, Мацуї був настільки хорошим гравцем, що його збентежений брат наполягав на тому, щоб він бив лівою рукою або перестав грати з ними. Невдовзі Мацуї став переконливим б'ючим лівою рукою, а потім став бити лівою рукою.:233
Мацуї був завербований середньою школою Сейрьо в Канадзаві, Ісікава, бейсбольному центрі Західного Хонсю. У старших шкільних роках Мацуї брав участь у чотирьох національних шкільних бейсбольних турнірах на стадіоні Koshien (один раз навесні та три рази влітку). У 1992 році він зробив п'ять послідовних навмисних прогулянок у грі в Koshien і став загальнонаціональною темою для розмов. Навмисні прогулянки вважалися надмірними та неспортивними, але стратегія спрацювала, оскільки команда Мацуї програла. Реакцію Мацуї на навмисні прогулянки широко коментували ЗМІ. «Стоїчна, беземоційна поведінка Мацуї під час цих битв викликала велику похвалу як від офіційних осіб турніру, так і від репортерів», — написав автор Роберт Вайтинг. Наприкінці турніру представник Федерації середньої школи заявив, що «всі студенти повинні вчитися на ставленні Мацуї».:234

## Професійна кар'єра

### Йоміурі Джайнтс
Після закінчення середньої школи Мацуї був задрафтований Yomiuri Giants у першому раунді. Йому дали номер форми 55, який був односезонним рекордом гоумрану, який належав Садахару О.:235
Перші три сезони Мацуї були невражаючими. Його сезон прориву стався в 1996 році, коли він відбив 314 із 38 хоум-ранами та 99 RBI.:235 Тричі MVP японської Центральної ліги (1996, 2000 і 2002), Мацуї привів свою команду до чотирьох японських серій і виграв три титули (1994, 2000 і 2002). Він також провів дев'ять матчів усіх зірок поспіль і тричі очолював лігу в хоум-ранах і RBI (1998, 2000 і 2002). У 2002 році його останній сезон у Японії становив 50 балів. За десять сезонів, які він грав у Японії, Мацуї провів 1268 ігор, 4572 AB, 1390 хітів, 901 ран, 332 хоум-рани, 889 RBI, середній показник відбивання 0,304 і відсоток ударів 0,582. Його серія з 1250 ігор поспіль була другою за довжиною в Японії.:230
Його перша поїздка на японську серію стала загальновідомою. Через страйк у Вищій бейсбольній лізі 1994—1995 років Мацуї став відомий американським ЗМІ, оскільки засоби масової інформації висвітлювали серію, яку Sports Illustrated називали «осінньою класикою».
У Японії Мацуї здобув популярне прізвисько «Ґодзілла». Походження назви глузливе за своєю природою, пов'язане з проблемами шкіри Мацуї на початку його кар'єри, але з тих пір стало символом його потужних ударів.:233 У 2002 році він знявся в камео у фільмі «Годзілла проти Мехагодзілли».
У 2001 році Мацуї відхилив шестирічну пропозицію Yomiuri Giants на 64 мільйони доларів, найвищу в історії NPB.:231

### Нью-Йорк Янкіз
19 грудня 2002 року Мацуї підписав з «Янкіз» трирічний контракт на 21 мільйон доларів. У Токіо для нього влаштували парад, щоб відсвяткувати його підписання контракту з «Янкіз», і багато репортерів і фотографів стежили за ним до MLB з його будинку в Токіо.
31 березня 2003 року Мацуї дебютував у MLB проти «Торонто Блу-Джейс» у Канаді. Він став першим японським гравцем, який дебютував у MLB у Канаді. У своєму першому матчі з битою в MLB він виграв сингл RBI, а у 2003 році на першому домашньому матчі став першим янкі, який виграв Grand Slam у своїй першій грі на Yankee Stadium. Далі Мацуї досяг 0,287 із 16 хоум-ранами та 106 ІКР. В обороні він лідирував в AL за помилками аутфілдера, з вісьмома.

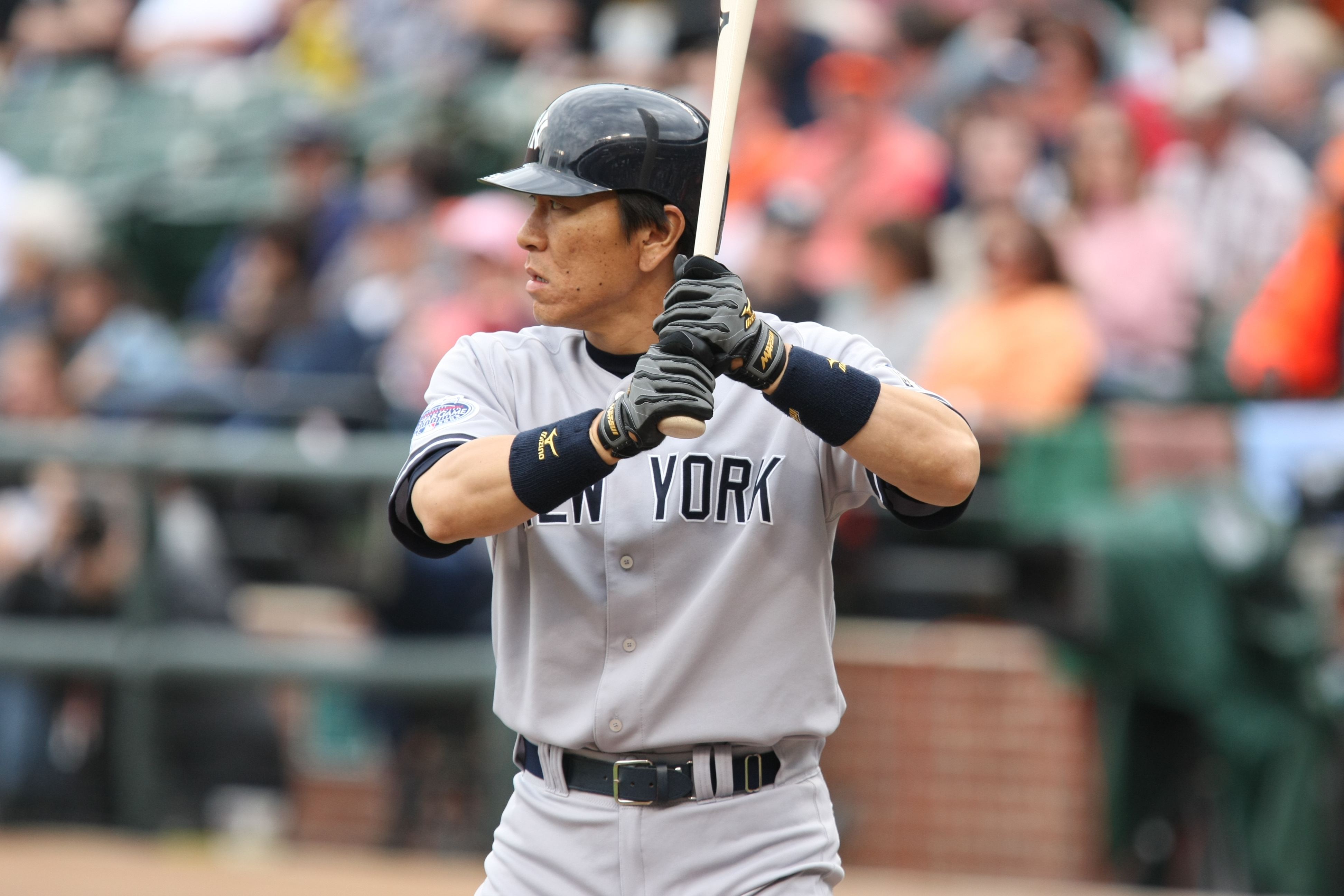
Хідекі Мацуї б'є за «Янкі».

У постсезоні того ж року він став першим японським гравцем, який виграв гоум-ран у Світовій серії, у другій грі Світової серії 2003 року проти Florida Marlins.
Під час суперечливого голосування Мацуї ледве програв нагороду «Новачок року» Анхелю Берроа після того, як два письменники, Джим Сухан і Білл Баллоу, відмовилися включити його до своїх бюлетенів через його вік. Власник «Янкі» Джордж Штайнбреннер відповів, зазначивши, що це не завадило жодному письменнику проголосувати за Судзукі Ічіро або Казухіро Сасакі, обидва з яких раніше кілька років грали в NPB і були двома найстаршими гравцями, які отримували нагороду, і заявив, що він відчував, що Мацуї пограбували.
У своєму другому сезоні Мацуї закінчив 2004 рік із середнім показником 0,298, здійснивши 31 хоум-ран і 108 RBI. У 2004 році він був переможцем у фіналі Матчу зірок Американської ліги.
У 2005 році Мацуї встановив рекорди в кар'єрі MLB із середнім показником 0,305 і 116 RBI.
15 листопада 2005 року Мацуї підписав чотирирічну угоду на 52 мільйони доларів, випередивши Судзукі Ічіро як найбільш високооплачуваного японського гравця в бейсболі та забезпечивши йому місце в «Янкі» до 2009 року.
У 2006 році Мацуї завершив свій четвертий сезон із середнім показником 0,302, зробивши вісім хоум-ранів і 29 ІКР після того, як пропустив більшу частину сезону через травму зап'ястка.
Мацуї зберіг прізвисько «Годзілла», і пісня «Годзілла» від Blue Öyster Cult часто звучала, коли він брав участь у битві.
6 травня 2007 року Мацуї зробив свій 2000-й хіт у комбінованих хітах у NPB та MLB під час гри проти «Марінерс», що принесло йому місце в клубі Golden Players Club Японії, зарезервованому для гравців, які набрали 2000 хітів, мають 200 перемог. або мати 250 професійних збереження. Спочатку було винесено рішення про помилку Рауля Ібаньєса, який втратив м'яч через сонце, але зміна результату призвела до удару Мацуї. Того дня Мацуї пішов 2-за-4; другий удар (#2001) був чистим одиночним праворуч. 5 серпня 2007 року Мацуї став першим японським гравцем в історії MLB, який здійснив 100 хоумранів. Хоум-ран відбувся в кінці третього інінгу Гіла Мече з Канзас-Сіті Роялс.
У 2007 році він був третім в AL з 10 жертвами, і дев'ятим за кількістю прогулянок на страйк-аут (1,00). Узимку 2007 року в засобах масової інформації було широко повідомлено, що янкі вели переговори про відправку Мацуї в Сан-Франциско Джаєнтс в обмін на один або двох пітчерів. Угода так і не відбулася, і Мацуї залишився з янкі.

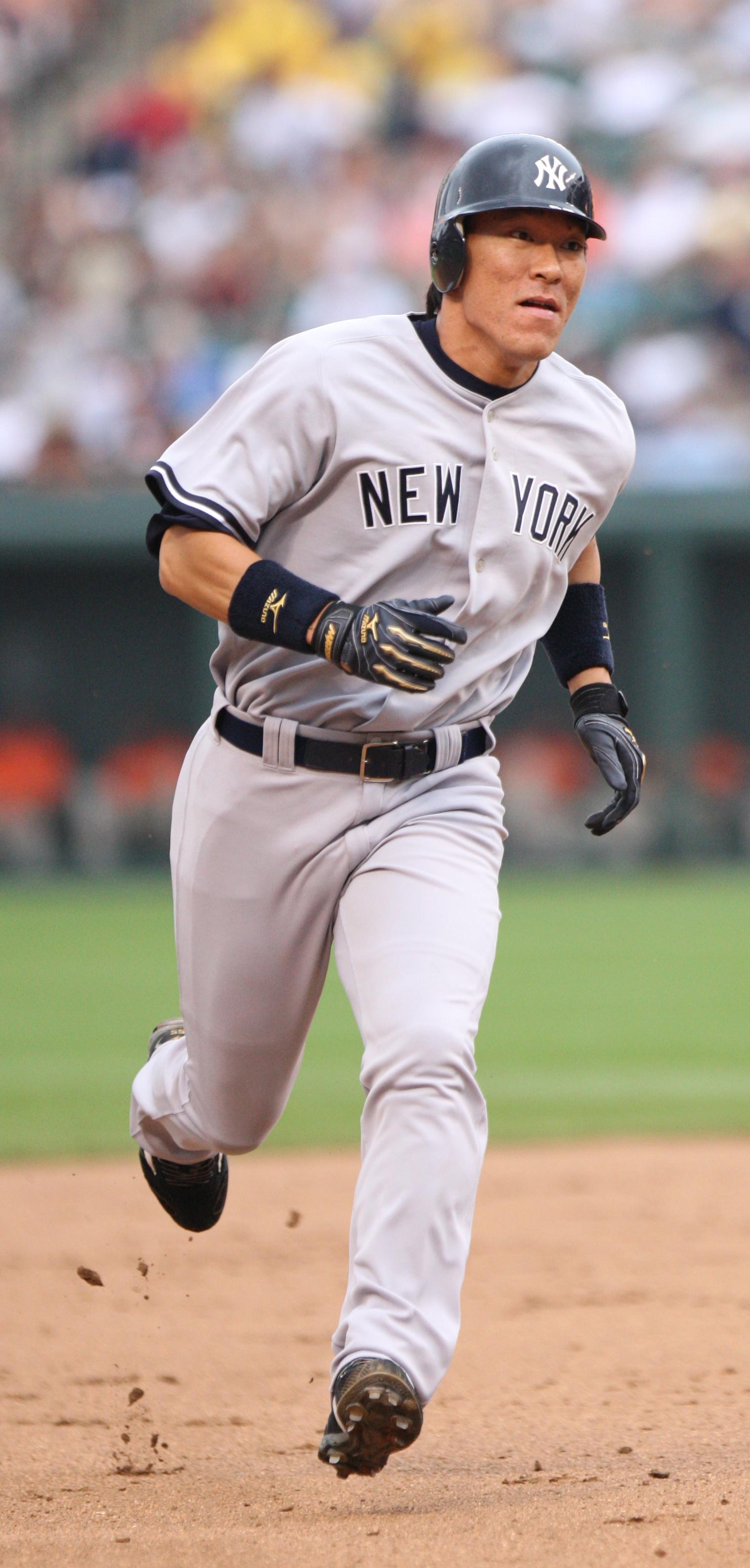
Хідекі Мацуї закруглює бази

12 червня 2008 року Мацуї виграв великий шолом у свій 34-й день народження, допомігши «Янкіз» перемогти «А» з рахунком 4–1. Пізніше того ж місяця Мацуї потрапив до списку інвалідів через біль у колінах. Він повернувся 19 серпня проти «Торонто Блу-Джейс» і став щоденним нападником команди. Після фінальної гри на Yankee Stadium Мацуї переніс операцію на лівому коліні. Упродовж 2008 року Мацуї відбивав 0,294 проти праворуких пітчерів у своїй кар'єрі та 0,295 проти шульг.
12 червня 2009 року на свій 35-й день народження Мацуї здійснив хоумран із трьох пробігів, забезпечивши «Янкіз» перевагу над «Нью-Йорк Метс» з рахунком 7–6 у шостому інінгу. 20 липня він здійснив сольний хоум-ран з одним аутом проти Джима Джонсона з «Балтимор Оріолз», забезпечивши «Янкіз» їхню четверту перемогу поспіль після перерви в Матчі всіх зірок, їхня дев'ята перемога на виїзді та нічия за перше місце в дивізіоні з Бостон Ред Сокс. Через місяць, 21 серпня, Мацуї зробив два хоум-рани та зробив сім найкращих за кар'єру результатів у незвичайній перемозі «Янкі» над «Бостон Ред Сокс» на «Фенвей-Парк» з рахунком 20–11. Він став першим нападаючим «Янкі», який коли-небудь взяв участь у семи пробіжках у грі на «Фенвей Парк» після Лу Геріга в 1930 році. Двома іграми пізніше Мацуї зробив два хоум-рани втретє всього за сім ігор. Фанати визнали Мацуї найкращим виконавцем місяця MLB Clutch від Pepsi за серпень після його виступу упродовж місяця. 19 вересня Мацуї здійснив свій 26-й хоум-ран у сезоні, побивши рекорд Янкіз за кількістю хоум-ранів за один сезон призначеним нападаючим, який раніше належав Дону Бейлору.

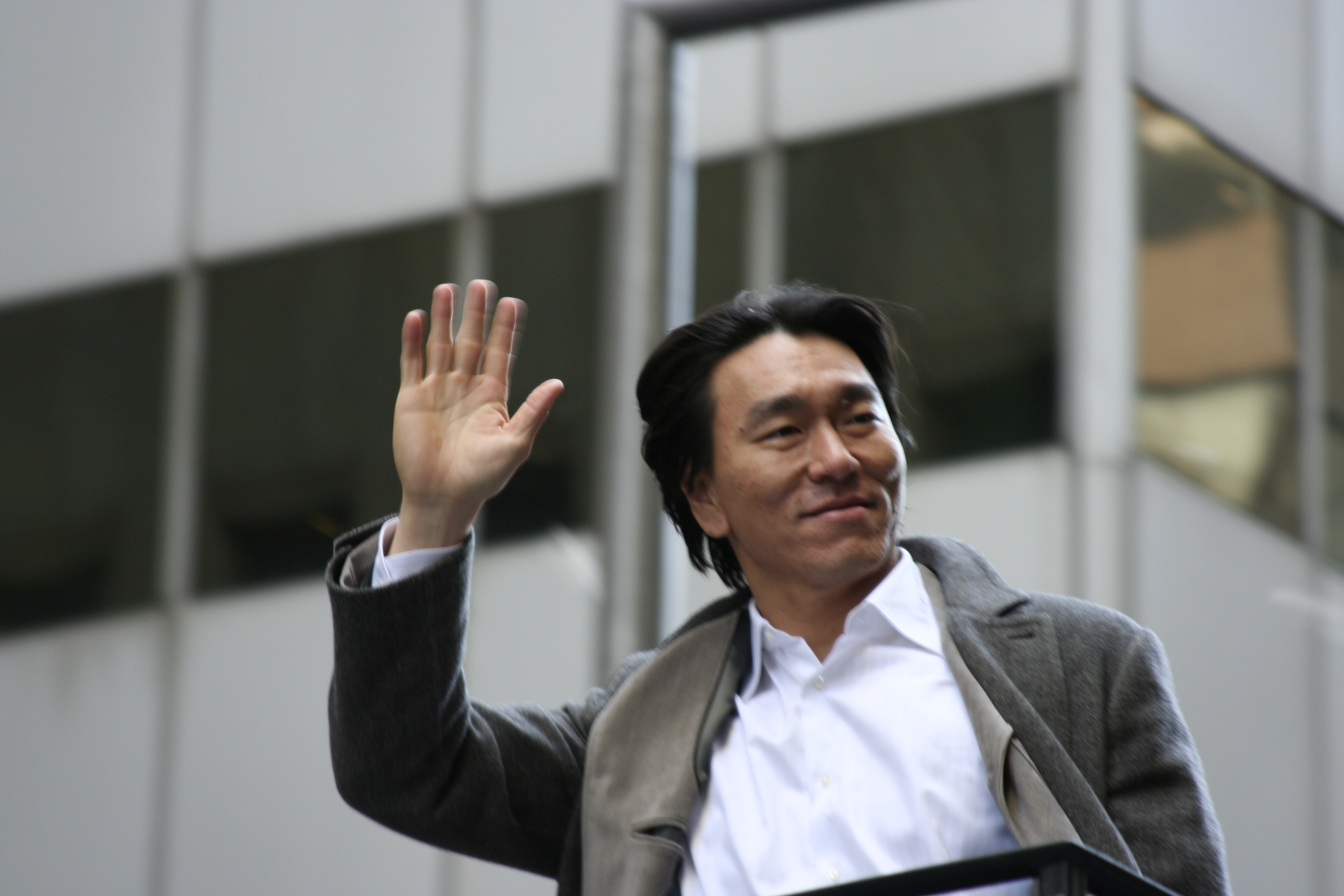
Мацуї під час параду чемпіонату Світової серії 2009 року.

У Світовій серії 2009 року Мацуї допоміг «Янкі» перемогти чинного чемпіона «Філадельфія Філліз» у шести іграх, зробивши 0,615 (8-за-13) з трьома хоум-ранами та 8 RBI, у тому числі зрівнявши рекорд Боббі Річардсона в одній грі Світової серії. (Гра 3 Світової серії 1960 року) з шістьма RBI у грі 6. Оскільки призначена позиція нападника не використовувалася у трьох іграх у Філадельфії, Мацуї почав лише три ігри в Нью-Йорку; незважаючи на це, його виступ приніс йому нагороду найціннішого гравця Світової серії. Він став першим гравцем японського походження, який виграв нагороду, а також першим гравцем, який виграв її як постійний гравець у Світовій серії. Він приєднався до свого товариша по команді Японської серії 1994 року Дена Гладдена (1987 і 1991, Міннесота) як гравці, які вигравали чемпіонати як у Північній Америці, так і в Японії. Мацуї також став третім гравцем в історії Вищої ліги, який відбив 0,500 або більше і зробив три гоум-рани в тій самій Світовій серії, приєднавшись лише до Бейба Рута та Лу Геріга.

### Лос-Анджелес Ейнджелс з Анахайма

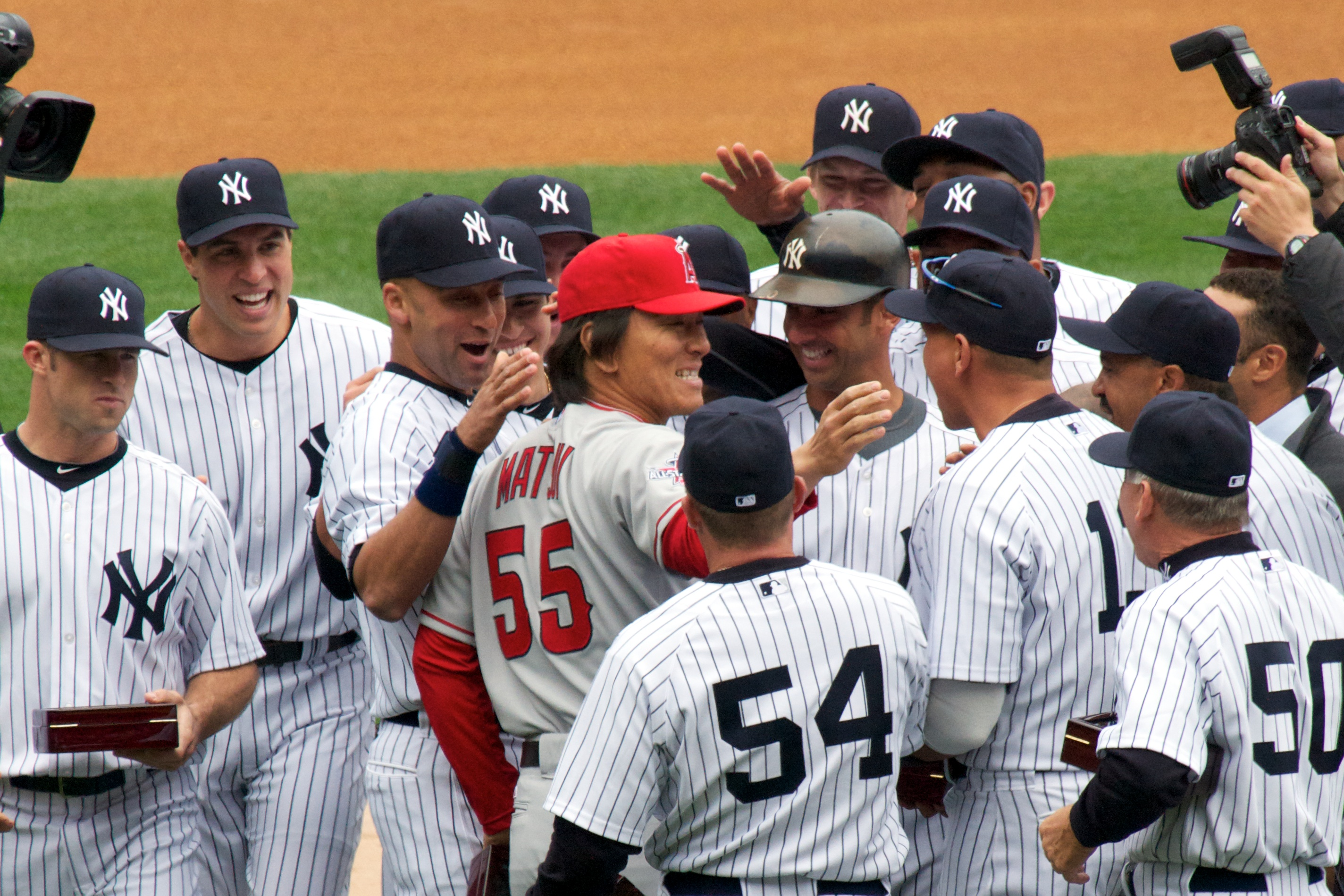
Мацуї вітають його колишні товариші по команді під час домашнього матчу Янкіз у 2010 році, коли він отримує перстень Світової серії 2009 року

16 грудня 2009 року Мацуї уклав однорічну угоду з «Лос-Анджелес Ейнджелс» з Анахайма вартістю 6,5 мільйонів доларів. Він сказав Йоміурі Сімбуну, що "найбільше любить «Янкі», але більше не відчуває, що його цінують, і коли його агент подзвонив для переговорів, «Янкі нічого не підготували [щодо умов контракту]». Він вирішив швидко підписати контракт з Ангелами. «Я дійсно відчув, що вони на мене високі очікування», — сказав він. «Вони також визнали, що я хочу спробувати Філдінга». У день відкриття 2010 року Мацуї вийшов із рахунком 2 за 4, зробивши хоум-ран на місці очищення Ейнджелс. Граючи у 145 іграх за «Ейнджелс», він зробив середній показник відбиття 0,274, 21 хоум-рани і 84 RBI. Мацуї повернувся до статусу вільного агента після закриття сезону, і 23 листопада 2010 року «Ейнджелс» оголосили, що не пропонуватимуть йому арбітраж щодо зарплати.

### Окленд Атлетикс

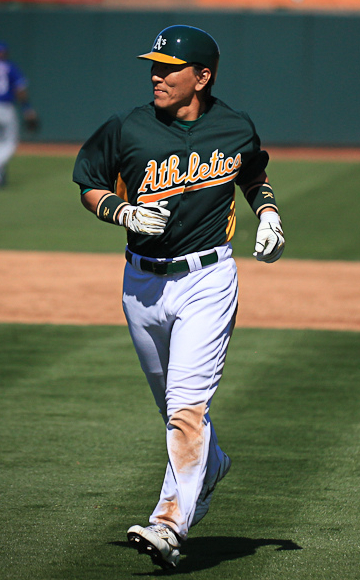
Мацуї з Athletics у 2011 році

14 грудня 2010 року Мацуї підписав однорічний контракт на суму 4,25 мільйона доларів з «Окленд Атлетикс» на сезон 2011 року. 3 квітня 2011 року Мацуї отримав 2500-й результат кар'єри (між NPB і MLB) на Окленд-Аламеда Каунті Колізіум проти «Сіетл Маринерс», а 20 липня 2011 року Мацуї досяг 500-го результату кар'єри проти «Детройт Тайгерз» у Comerica Park.

### Тампа Бей Рейс

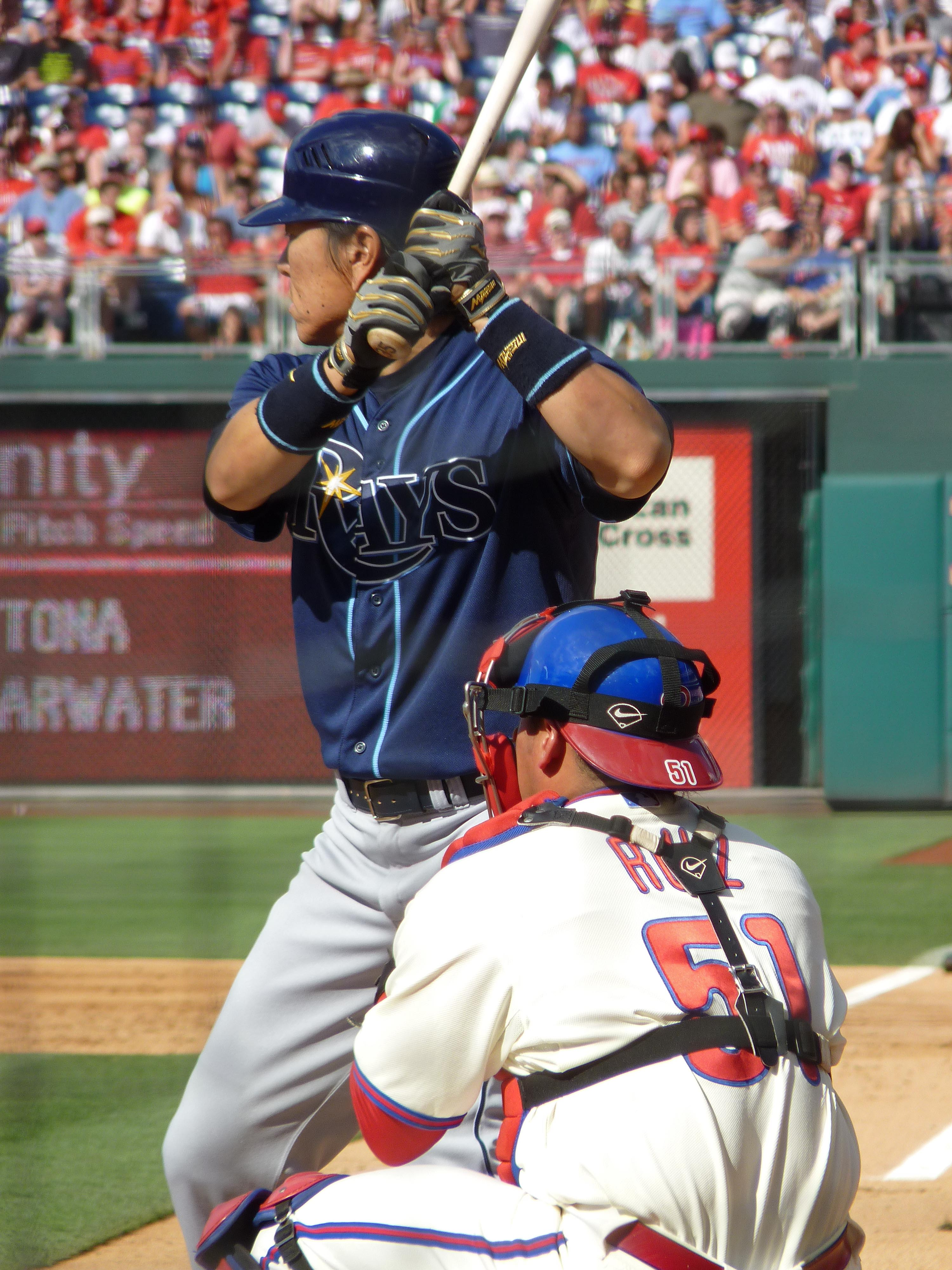
Мацуї б'є за Рейз у 2012 році.

30 квітня 2012 року Мацуї підписав контракт з клубом «Тампа-Бей Рейз» у нижчій лізі. 15 травня 2012 року він приєднався до афілійованої команди Рейз Тріпл-A, Дарем Буллс. 28 травня 2012 року було повідомлено, що Рейз збираються викликати Мацуї на гру проти «Чикаго Вайт Сокс» 29 травня 2012 року. Коли він приєднався до «Рейз», він вирішив носити номер 35 для свого колишнього товариша по команді Майка Мусіни, тому що номер 55 йому надавав перевагу пітчеру Метту Муру. 29 травня 2012 року на першій подачі своєї другої бити проти «Чикаго Вайт Сокс» Мацуї зробив хоум-ран із двома ранами.
У 2012 році було тридцять п'ять представників японських ЗМІ, яким було призначено репортажі про Мацуї.
Однак упродовж наступних двох місяців результати Мацуї не були вражаючими, оскільки він показав середній показник 0,147. 25 липня 2012 року він був призначений Рейзом для призначення і був звільнений 1 серпня. Граючи за «Рейз», Мацуї зумів зіграти 10 професійних сезонів на найвищому рівні як в Америці (MLB), так і в Японії (NPB), став першим гравцем в історії, якому це вдалося.

## Вихід на пенсію
Мацуї завершив кар'єру, підписавши одноденний контракт з «Нью-Йорк Янкіз» у 2013 році. «Янкі» провели церемонію вшанування Мацуї перед грою проти «Тампа Бей Рейз» 28 липня.
27 грудня 2012 року Мацуї офіційно оголосив про свій відхід з бейсболу. Церемонія його виходу на пенсію відбулася 5 травня 2013 року в Tokyo Dome, під час якої японський уряд нагородив його та Шигео Наґасіму Орденом народної честі.
28 липня 2013 року Мацуї підписав одноденний контракт із «Нью-Йорк Янкіз» і офіційно завершив кар'єру команди. Організація «Янкі» виконала його останнє бажання на честь років успішного гравця в команді.
15 січня 2018 року Мацуї був обраний до Зали слави японського бейсболу, набравши 91,3 % голосів Обраний у віці 43 років, він став наймолодшим гравцем, якого було введено в Зал, побивши рекорд Хідео Номо.
Мацуї був одним із смолокиспоносців на літніх Олімпійських іграх 2020 року.

## Серія гри
Мацуї не пропустив жодної гри у своїх перших трьох сезонах за «Янкіз», склавши серію з 518 зіграних ігор. До цього він зіграв у 1250 іграх поспіль за Йоміурі, а загальна серія в професійному бейсболі становила 1768. Мацуї є рекордсменом за найдовшою серією ігор, зіграних поспіль, щоб розпочати кар'єру у Вищій лізі бейсболу.
11 травня 2006 року, у своїй 519-й грі за «Янкіз», Мацуї зламав ліве зап'ястя в результаті невдалого ковзання під час першої подачі проти «Бостон Ред Сокс». Мацуї, незважаючи на травму, відкинув м'яч назад у внутрішній простір, перш ніж схопити своє поранене зап'ястя від очевидного болю. Гра не враховується до серії Мацуї, оскільки гравець повинен вийти на поле принаймні половину подач або взяти биту, щоб йому зарахували зіграну гру (правило MLB 10.24). Наступного дня 12 травня 2006 року Мацуї зробили операцію. Він повернувся до стартового складу «Янкіз» 12 вересня проти «Тампа-Бей Девіл Рейз» і зробив одиночний удар RBI у своїй першій атаці, і продовжив йти 4 на 4 з ходу та забив двічі.

## Філантропія

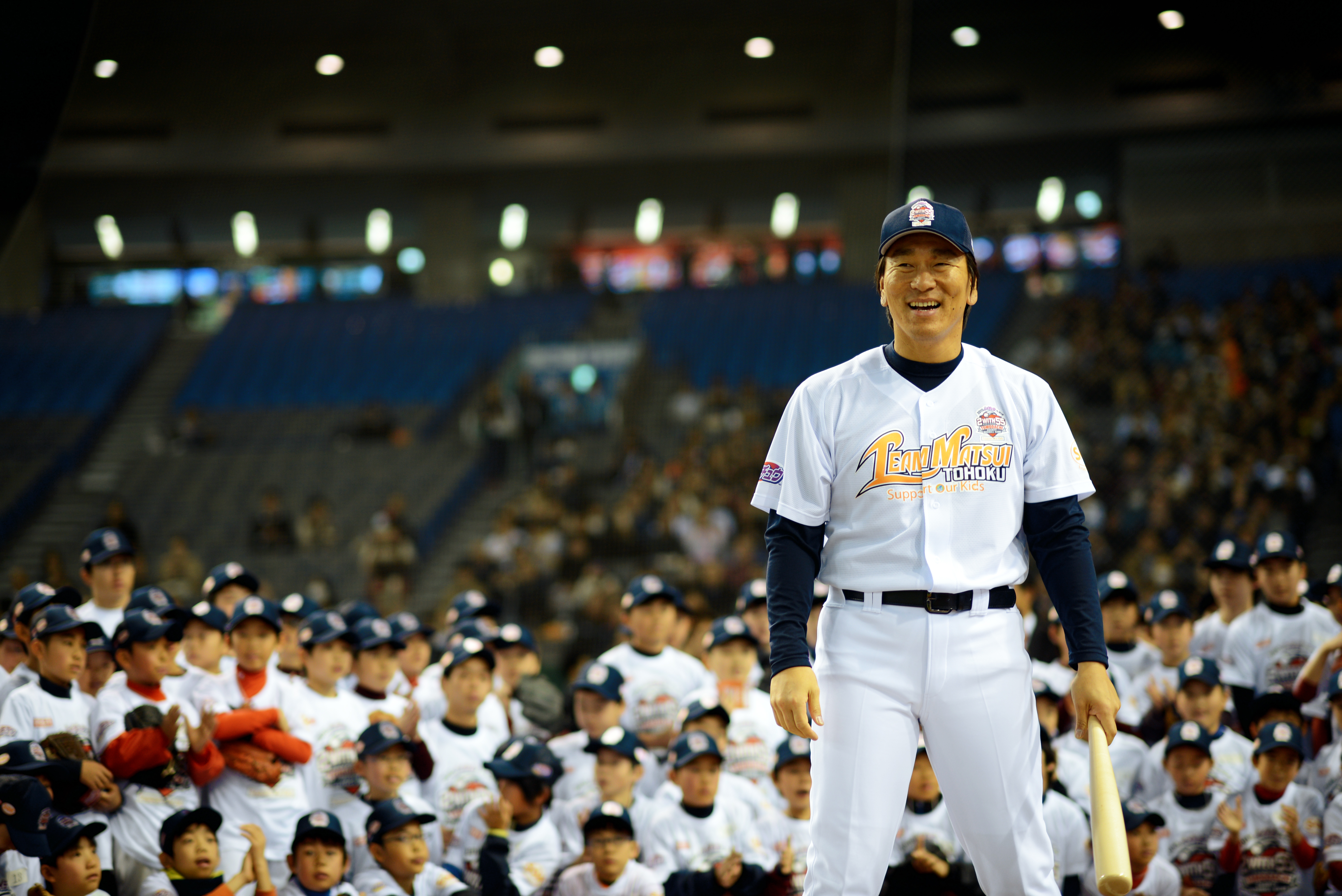
Мацуї у 2015 році в Tokyo Dome з дітьми на бейсбольному матчі, який він організував, щоб підтримати зусилля з надання допомоги жертвам землетрусу Тохоку та цунамі 2011 року

Мацуї пожертвував 500 000 доларів на благодійну допомогу жертвам цунамі в Індійському океані в грудні 2004 року.
Мацуї також пожертвував 620 000 доларів на допомогу жертвам землетрусу, цунамі 2011 року та подальшої ядерної катастрофи на Фукусімі в регіоні Тохоку в Японії. 21 березня 2015 року Мацуї та колишній товариш по команді Дерек Джетер провели бейсбольний благодійний захід для підтримки дітей, які постраждали від землетрусу, цунамі та ядерної катастрофи 2011 року, у Tokyo Dome. Захід включав бейсбольну клініку та будинок. провести дербі між Мацуї та Джетером.

## Особисте життя
27 березня 2008 року Мацуї оголосив пресі, що він одружився на приватній церемонії в Нью-Йорку. Ім'я його нареченої не було оголошено, але було повідомлено, що їй 25 років і вона раніше працювала на «авторитетній посаді в дуже поважній компанії». Вони зустрілися в Японії після міжсезоння 2006 року. Перший син Мацуї народився в США приблизно під час його виходу на пенсію. Станом на  November 2016 Мацуї мав квартиру у Верхньому Вест-Сайді на Мангеттені та будинок у Коннектикуті, де він виховував сина. У січні 2017 року його дружина народила другого сина.